# Cantone di Fameck
Il Cantone di Fameck è una divisione amministrativa dell'arrondissement di Thionville-Ovest.
A seguito della riforma approvata con decreto del 18 febbraio 2014, che ha avuto attuazione dopo le elezioni dipartimentali del 2015, è passato da 3 a 5 comuni.

## Composizione
I 3 comuni facenti parte prima della riforma del 2014 erano:
- Fameck
- Mondelange
- Richemont

Dal 2015 i comuni appartenenti al cantone sono i seguenti 5:
- Fameck
- Florange
- Mondelange
- Richemont
- Uckange